# 69e cérémonie des Primetime Creative Arts Emmy Awards
La 69e cérémonie des Primetime Creative Arts Emmy Awards, organisée par l'Academy of Television Arts and Sciences, a eu lieu les 9 et 10 septembre 2017 à Los Angeles et a récompensé les meilleurs techniciens de la télévision (publique et câblée) américaine en primetime au cours de la saison 2016-2017 (du 1er juin 2016 au 31 mai 2017).
La cérémonie est annexe à la cérémonie principale des Primetime Emmy Awards, qui a eu lieu une semaine plus tard, le 17 septembre 2017.

## Palmarès

### Programmes

#### Meilleur programme spécial
70e cérémonie des Tony Awards (CBS)
- Hairspray Live! (NBC)
- Les Oscars (ABC)
- Super Bowl LI avec Lady Gaga (Fox)

#### Meilleur programme pour enfants
Once Upon a Sesame Street Christmas (HBO)
- Girl Meets World (Disney Channel)
- Macy's Thanksgiving Day Parade 90th Celebration (NBC)
- School of Rock (Nickelodeon)
- Star Wars Rebels (Disney XD)

#### Meilleur special de divertissement
Carpool Karaoke Primetime Special 2017 (CBS)
- Full Frontal with Samantha Bee Presents Not the White House Correspondents’ Dinner (TBS)
- Louie C.K. 2017 (Netflix)
- Sarah Silverman: A Speck of Dust (Netflix)
- Stephen Colbert's Live Election Night Democracy's Series Finale: Who's Going to Clean Up This Sh*t? (Showtime)

#### Meilleure série d'information
Leah Remini: Scientology and the Aftermath(A&E)
- Anthony Bourdain: Parts Unknown (CNN)
- Inside the Actors Studio (Bravo)
- StarTalk with Neil deGrasse Tyson (Nat Geo)
- Vice (HBO)

#### Meilleure série documentaire
Planet Earth II (BBC America)
- 30 for 30 (ESPN)
- American Masters (PBS)
- Chef's Table (Netflix)
- The Keepers (Netflix)

#### Meilleur spécial documentaire
Le 13e (Netflix)
- Amanda Knox (Netflix)
- The Beatles: Eight Days a Week (Hulu)
- A House Divided (HBO)
- L.A. Burning: The Riots 25 Years Later (A&E)

#### Meilleur programme d'animation
Bob's Burgers (Episode: "Bob Actually") (Fox)
- Archer (Episode: "Archer Dreamland: No Good Deed") (FX)
- Elena and the Secret of Avalor (Disney Channel)
- The Simpsons (Episode: "The Town") (Fox)
- South Park (Episode: "Member Berries") (Comedy Central)

#### Meilleur programme court d'animation
Adventure Time (Episode: "Islands Part 4: Imaginary Resources") (Cartoon Network)
- Disney Mickey Mouse (Episode: "Split Decisions") (Disney Channel)
- Marvel's Rocket & Groot (Episode: "Space Walk") (Disney XD)
- Steven Universe (Episode: "Mr. Greg") (Cartoon Network)
- Teen Titans Go! (Episode: "Orangins") (Cartoon Network)

#### Outstanding Structured Reality Program
Shark Tank (ABC)
- Antiques Roadshow (PBS)
- Diners, Drive-Ins and Dives (Food Network)
- Fixer Upper (HGTV)
- Lip Sync Battle (Spike TV)
- Who Do You Think You Are? (TLC)

#### Outstanding Unstructured Reality Program
United Shades of America (CNN)
- Born This Way (A&E)
- Deadliest Catch (Discovery Channel)
- Gaycation with Ellen Page (Viceland)
- Intervention (A&E)
- RuPaul's Drag Race: Untucked (YouTube)

#### Outstanding Short Form Nonfiction or Reality Series
Viceland at the Women's March (Viceland)
- Creating Saturday Night Live (NBC)
- Jay Leno's Garage (NBC.com)
- Feud: Bette and Joan: Inside Look (FX.com)
- National Endowment for the Arts: United States Of Arts(arts.gov)

#### Exceptional Merit in Documentary Filmmaking
LA 92 (Nat Geo)
- Bright Lights: Starring Carrie Fisher and Debbie Reynolds (HBO)
- O.J.: Made in America (ESPN)
- Oklahoma City (American Experience) (PBS)
- The White Helmets (Netflix)

#### Outstanding Short Form Comedy or Drama Series
Los Pollos Hermanos Employee Training (AMC)
- Brown Girls (Open TV)
- Fear the Walking Dead: Passage (AMC.com)
- Hack Into Broad City (ComedyCentral.com)
- Marvel's Agents of S.H.I.E.L.D.: Slingshot (ABCd/ABC.com)

#### Outstanding Short Form Variety Series
The Daily Show — Between the Scenes(thedailyshow.com)
- Behind The Voice (YouTube)
- Epic Rap Battles of History (YouTube)
- Honest Trailers (YouTube)
- The Star Wars Show (YouTube)

### Performances

#### Meilleur acteur invité dans une série dramatique
Gerald McRaney as Dr. Nathan Katowski on This Is Us (Episode: "The Big Day") (NBC)
- Hank Azaria as Ed Cochran on Ray Donovan (Episode: "Norman Saves The World") (Showtime)
- Brian Tyree Henry as Ricky on This Is Us (Episode: "Memphis") (NBC)
- Ben Mendelsohn as Danny Rayburn on Bloodline (Episode: "Part 32") (Netflix)
- Denis O'Hare as Jessie on This Is Us (Episode: "Last Christmas") (NBC)
- BD Wong as Whiterose on Mr. Robot (Episode: "eps2.3_logic-b0mb.hc") (USA)

#### Meilleure actrice invitée dans une série dramatique
Alexis Bledel as Ofglen/Emily on The Handmaid's Tale (Episode: "Late") (Hulu)
- Laverne Cox as Sophia Burset on Orange Is the New Black (Episode: "Doctor Psycho") (Netflix)
- Ann Dowd as Patti Levin on The Leftovers (Episode: "The Most Powerful Man In The World (And His Identical Twin Brother)") (HBO)
- Shannon Purser as Barb Holland on Stranger Things (Episode: "Chapter Three: Holly, Jolly") (Netflix)
- Cicely Tyson as Ophelia Harkness on How to Get Away with Murder (Episode: "Go Cry Somewhere Else") (ABC)
- Alison Wright as Martha on The Americans (Episode: "The Soviet Division") (FX)

#### Meilleur acteur invité dans une série comique
Dave Chappelle as Himself on Saturday Night Live (Episode: "Host: Dave Chappelle") (NBC)
- Riz Ahmed as Paul-Louis on Girls (Episode: "All I Ever Wanted") (HBO)
- Tom Hanks as Himself on Saturday Night Live (Episode: "Host: Tom Hanks") (NBC)
- Hugh Laurie as Tom James on Veep (Episode: "Blurb") (HBO)
- Lin-Manuel Miranda as Himself on Saturday Night Live (Episode: "Host: Lin-Manuel Miranda") (NBC)
- Matthew Rhys as Chuck Palmer on Girls (Episode: "American Bitch") (HBO)

#### Meilleure actrice invitée dans une série comique
Melissa McCarthy as Herself on Saturday Night Live (Episode: "Host: Melissa McCarthy") (NBC)
- Becky Ann Baker as Loreen Doring on Girls (Episode: "Gummies") (HBO)
- Angela Bassett as Catherine on Master of None (Episode: "Thanksgiving") (Netflix)
- Carrie Fisher (posthumously) as Mia on Catastrophe (Episode: "Episode 6") (Amazon)
- Wanda Sykes as Daphne Lido on Black-ish (Episode: "Lemons") (ABC)
- Kristen Wiig as Herself on Saturday Night Live (Episode: "Host: Kristen Wiig") (NBC)

#### Meilleur acteur dans une mini-série dramatique ou comique
Kim Estes as Amanda on Dicks (Vimeo)
- Ty Burrell as Ty on Boondoggle (ABCd/ABC.com)
- John Michael Higgins as Todd Crawford on Tween Fest(Go90/FunnyOrDie)
- Jason Ritter as Greg on Tales Of Titans (Go90/FunnyOrDie)
- Ben Schwartz as Josh Bath on The Earliest Show (FunnyOrDie)
- Alan Tudyk as Wray Nerely on Con Man (Comic-Con HQ)

#### Meilleure actrice dans une mini-série dramatique ou comique
Jane Lynch as Olivia Vanderstein on Dropping the Soap (Amazon)
- Lauren Lapkus as Samantha Newman on The Earliest Show(FunnyOrDie)
- Kelsey Scott as Sierra on Fear the Walking Dead: Passage (AMC.com)
- Mindy Sterling as Bobbie on Con Man (Comic-Con HQ)
- Mindy Sterling as Shirla on secs & EXECS (tellofilms.com)

#### Meilleur doublage
Seth MacFarlane as Peter Griffin, Stewie Griffin, Brian Griffin, Glenn Quagmire on Family Guy (Episode: "The Boys in the Band") (Fox)
- Dee Bradley Baker as Klaus on American Dad! (Episode: "Fight And Flight") (TBS)
- Nancy Cartwright as Bart Simpson on The Simpsons (Episode: "Looking for Mr. Goodbart") (Fox)
- Mo Collins as Ginny, Jimmy Fitzsimmons, Lex, Ben, Cutie Pie on F Is for Family (Episode: "Pray Away") (Netflix)
- Kevin Kline as Mr. Fischoeder on Bob's Burgers (Episode: "The Last Gingerbread House On The Left") (Fox)
- Kristen Schaal as Sarah Lynn on BoJack Horseman (Episode: "That's Too Much, Man!") (Netflix)

#### Meilleure narration
Meryl Streep on Five Came Back (Episode: "The Price of Victory") (Netflix)
- Laurence Fishburne on Year Million (Episode: "Homo Sapien 2.0") (Nat Geo)
- Ewan McGregor on Wild Scotland (Nat Geo WILD)
- Sam Neill on Wild New Zealand (Nat Geo WILD)
- Liev Schreiber on Muhammad Ali: Only One (HBO)
- Liev Schreiber on UConn: The March To Madness (Episode: "Episode 1") (HBO)

### Animation

#### Outstanding Individual Achievement in Animation (Juried)
- Samurai Jack – Bryan Andrews (storyboard artist) (Episode: "XCIII") (Adult Swim)
- Samurai Jack – Scott Wills (production design) (Episode: "XCIII") (Adult Swim)
- Samurai Jack – Craig Kellman (character design) (Episode: "XCII") (Adult Swim)
- Samurai Jack – Lou Romano (background design) (Episode: "XCV") (Adult Swim)
- Wander Over Yonder – Justin Nichols (character animation) (Episode: "The End of the Galaxy") (Disney XD)

### Casting

#### Meilleur casting dans une série dramatique
Stranger Things (Netflix)
- The Crown (Netflix)
- The Handmaid's Tale (Hulu)
- This Is Us (NBC)
- Westworld (HBO)

#### Meilleur casting dans une série comique
Veep (HBO)
- Atlanta (FX)
- Master of None (Netflix)
- Silicon Valley (HBO)
- Transparent (Amazon)

#### Meilleur casting dans une mini-série, un téléfilm ou un special
Big Little Lies (HBO)
- Fargo (FX)
- Feud: Bette and Joan (FX)
- The Night Of (HBO)
- The Wizard of Lies (HBO)

#### Meilleur casting dans un programme de Télé-réalité
Born This Way (A&E)
- Project Runway (Lifetime)
- RuPaul's Drag Race (VH1)
- Survivor (CBS)
- The Voice (NBC)

### Chorégraphie

#### Meilleure chorégraphie
- Mandy Moore for Dancing with the Stars (Routines: "On Top Of The World" / "Carol Of The Bells") (ABC)
- Travis Wall for So You Think You Can Dance (Routines: "The Mirror / "Send In The Clowns" / "She Used To Be Mine") (Fox)
  - Derek Hough for Dancing with the Stars (Routines: "Kairos") (ABC)
  - Fred Tallaksen for The Real O'Neals (Routines: "Born This Way" / "West Side Story" / "Boyfriend") (ABC)
  - Mandy Moore for So You Think You Can Dance (Routines: "Unsteady" / "This Is Not The End") (Fox)

### Coiffures

#### Outstanding Hairstyling for a Single-Camera Series
Westworld (Episode: "Contrapasso") (HBO)
- The Crown (Episode: "Hyde Park Corner") (Netflix)
- Penny Dreadful (Episode: "Ebb Tide") (Showtime)
- Stranger Things (Episode: "Chapter Two: The Weirdo On Maple Street") (Netflix)
- Vikings (Episode: "Revenge") (History)

#### Outstanding Hairstyling for a Multi-Camera Series or Special
Hairspray Live! (NBC)
- Dancing with the Stars (Episode: "A Night at the Movies") (ABC)
- RuPaul's Drag Race (Episode: "Oh. My. Gaga!") (VH1)
- Saturday Night Live (Episode: "Host : Dwayne Johnson") (NBC)
- The Voice (Episode: "Live Playoffs, Night 1") (NBC)

#### Meilleur coiffure pour une mini-série ou un film
Feud: Bette and Joan (FX)
- American Horror Story: Roanoke (FX)
- Big Little Lies (HBO)
- Fargo (FX)
- Genius (Episode: "Einstein: Chapter One") (Nat Geo)

### Costumes

#### Meilleurs costumes pour une série contemporaine, une mini-série ou un film
Big Little Lies (Episode: "You Get What You Need") (HBO)
- Empire (Episode: "Light In Darkness") (Fox)
- Grace and Frankie (Episode: "The Art Show") (Netflix)
- House of Cards (Episode: "Chapter 61") (Netflix)
- Transparent (Episode: "To Sardines and Back") (Amazon)

#### Meilleurs costumes pour une période/ série fastique, une mini-série ou un film
The Crown (Episode: "Wolferton Splash") (Netflix)
- Feud: Bette and Joan (Episode: "And the Winner Is... (The Oscars of 1963)") (FX)
- Genius (Episode: "Einstein: Chapter Seven") (Nat Geo)
- The Handmaid's Tale (Episode: "Offred") (Hulu)
- Westworld (Episode: "The Original") (HBO)

#### Meilleurs costumes pour une variété/ non fiction, ou programme de télé-réalité
RuPaul's Drag Race (Episode: "Oh. My. Gaga!") (VH1)
- Dancing with the Stars (Episode: "Halloween Night") (ABC)
- Hairspray Live! (NBC)
- Portlandia (Episode: "Carrie Dates a Hunk") (IFC)
- Saturday Night Live (Episode: "Host: Emily Blunt") (NBC)

### Maquillages

#### Outstanding Make-up for a Single-Camera Series (Non-Prosthetic)
Westworld (Episode: "The Original") (HBO)
- Penny Dreadful (Episode: "Perpetual Night") (Showtime)
- Stranger Things (Episode: "Chapter Six: The Monster") (Netflix)
- This Is Us (Episode: "I Call Marriage") (NBC)
- Vikings (Episode: "All His Angels") (History)

#### Outstanding Make-up for a Multi-Camera Series or Special (Non-Prosthetic)
Saturday Night Live (Episode: "Host : Alec Baldwin") (NBC)
- Dancing with the Stars (Episode: "Halloween Night") (ABC)
- Hairspray Live! (NBC)
- MADtv (Episode: "Episode #1.4") (The CW)
- RuPaul's Drag Race (Episode: "Oh. My. Gaga!") (VH1)
- The Voice (Episode: "Live Playoffs, Night 1") (NBC)

#### Outstanding Make-up for a Limited Series or Movie (Non-Prosthetic)
Feud: Bette and Joan (FX)
- American Horror Story: Roanoke (FX)
- Big Little Lies (HBO)
- Fargo (FX)
- Genius (Nat Geo)

#### Outstanding Prosthetic Make-up for a Series, Limited Series, Movie, or Special
American Horror Story: Roanoke (FX)
- Penny Dreadful (Episode: "No Beast So Fierce") (Showtime)
- Saturday Night Live (Episode: "Host : Alec Baldwin") (NBC)
- The Walking Dead (Episode: "The Day Will Come When You Won't Be") (AMC)
- Westworld (Episode: "The Original") (HBO)

### Télé-réalité

#### Meilleur hôte pour un programme de réalité ou de compétition
RuPaul Charles for RuPaul's Drag Race (VH1)
- Alec Baldwin for Match Game (ABC)
- W. Kamau Bell for United Shades of America (CNN)
- Heidi Klum and Tim Gunn for Project Runway (Lifetime)
- Gordon Ramsay for MasterChef Junior (Fox)
- Martha Stewart and Snoop Dogg for Martha & Snoop's Potluck Dinner Party (VH1)